# 小児性愛者への差別
小児性愛者への差別（しょうにせいあいしゃへのさべつ）ペドフォビア（英: pedophobia）は小児性愛者への差別、嫌悪、蔑視を指す。

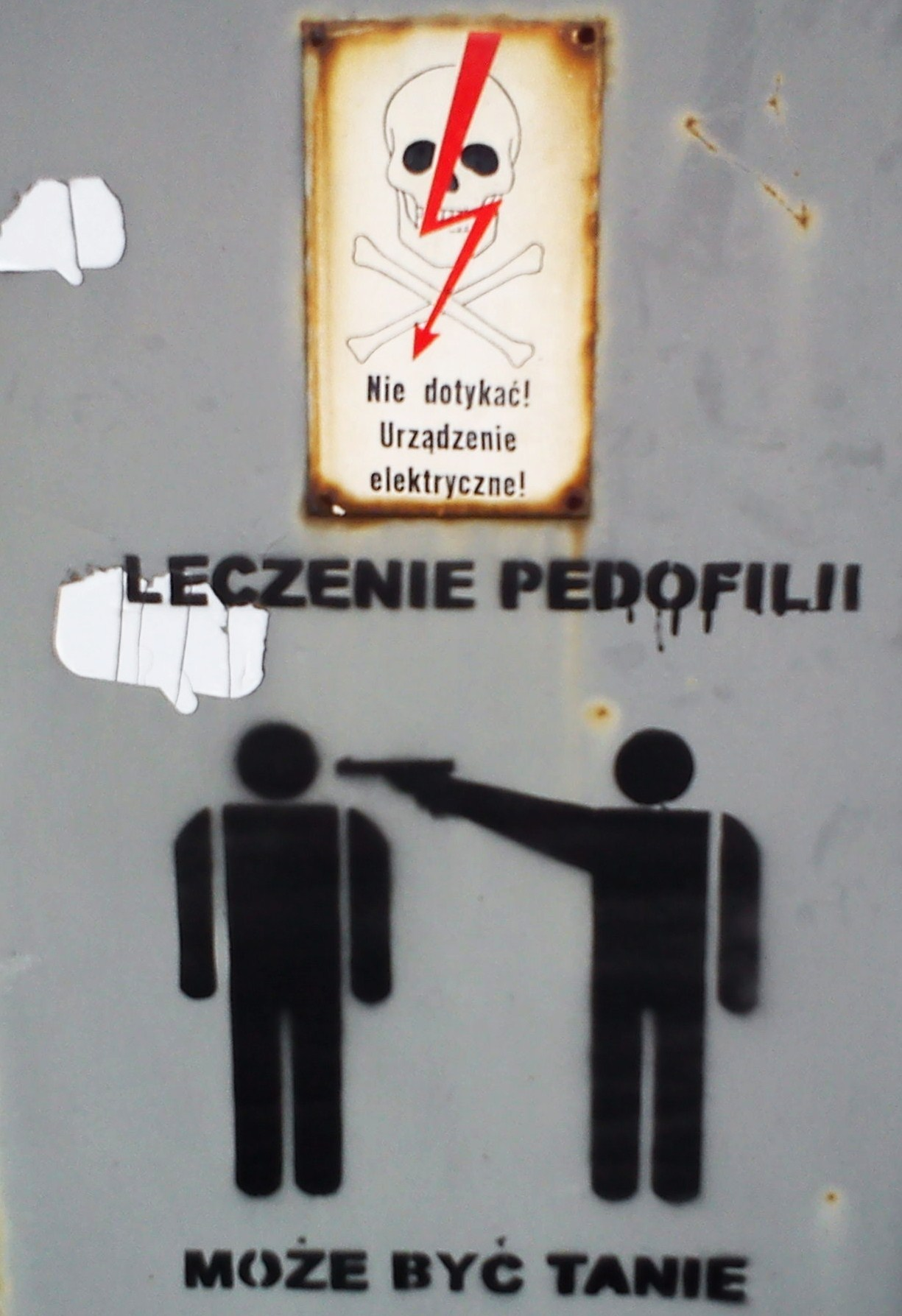
ポーランドの反小児性愛の落書き

何歳までを小児とするかは諸説あるが、小児性愛者への差別には概ねロリータ・コンプレックス、ヘベフィリア、ペドフィリア（ペドセクシュアル）への差別が含まれる。

## 概要
小児性愛に関する情報を提供する支援プロジェクト「PedoHelp」では、小児性愛者は決して怪物や虐待者ではなく、支援を必要とする人であると説明している。
反小児性愛私刑団による活動には、犯罪で告発された人々の家族や不当に告発された人々に対する嫌がらせ、晒し行為、恐喝、身体的攻撃などが含まれ、一部の人々は殺害されたり、告発後に自殺したりしている、そのようなグループは法執行機関や政府機関から広く非難されている。

## ペド狩り

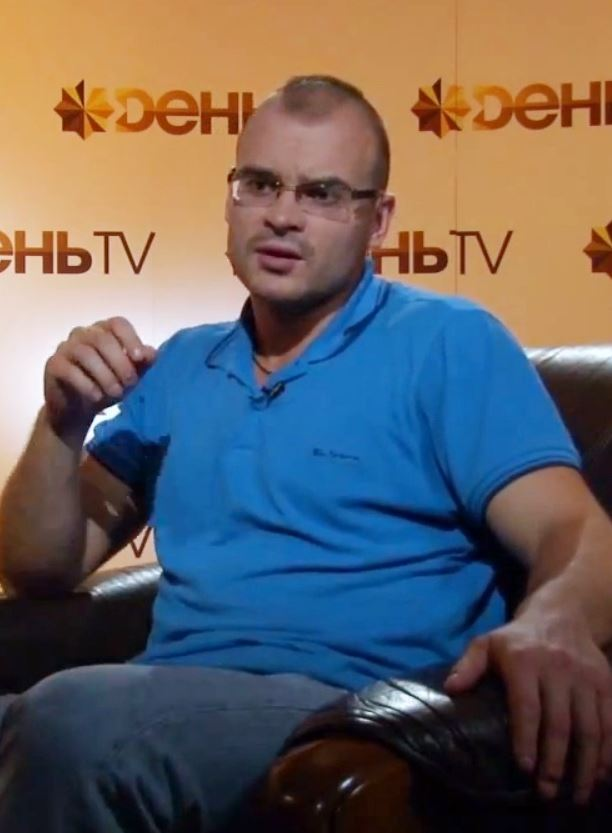
Martsinkevich in 2012

2012年、ロシアのマキシム・マルトシンケビッチは、インターネット上で若い男の子を装って、成人男性をおびき寄せ、カメラの前で、その身元と住所を示させられる「オキュパイ・ペドフィリア」プロジェクトというネオナチの私刑団を立ち上げた。場合によっては、私刑団が「ファックLGBT」と書いたり、ターゲットの額に虹色の旗を描いたり、時には怒鳴られたり、平手打ちされたり、頭を剃られたり、尿を飲むことを強要されたりした。オキュパイ・ペドフィリアは、しばしば同性愛と小児性愛を混同した。

## 社会的状況
WHOの疾病及び関連保健問題の国際統計分類や、米国精神医学会 (APA) の診断・統計マニュアルでは、小児性愛は精神障害と定義されており、セクシャリティやマイノリティーの一つとして認められていない。
ペドフィリアは、激しい怒り・恐怖・拒絶の対象になりやすく、世間では悪や罪とみなされやすい。精神障害の中でも最も社会的スティグマを背負っているもののひとつとされる。児童へ性的な接触はしないと主張するペドフィリアの人たちも苦悩と不安を抱え、自己嫌悪や自殺を考えるケースもある。小児性愛者の約46％が自身の性的関心が原因で自殺を考えたことがあるとの調査結果もある。

## 法制度
大人と未成年者の性行為に関しては、例えば、日本の刑法では、第百七十六条及び百七十七条により16歳未満との交際は事実上禁止されている。成年が未成年と性行為を行った場合、当事者双方が「『真摯な交際関係』の上で性行為があった」考えていても、淫行に当たるとして逮捕されるケースが多い。(福岡県青少年保護育成条例事件も参照) 　日本の多くの自治体では青少年健全育成条例により、未成年と成年の交際に対する規制が定められている。
韓国、インドネシア、カザフスタンなどの一部の国や、米国の一部の州では、小児性愛者の化学的または外科的去勢を義務付ける法律が可決されている。
1998年、3人の心理学者がアメリカ心理学協会（APA）の学術雑誌『Psychological Bulletin』に、「大人との未成年者の性行為は必ずしも害にはならない。強要・強制される行為とそうでないものとを分けて考える必要がある」という内容の論文を発表した。これに対してアメリカ合衆国連邦議会の両院がその論文を強く非難する決議案を可決し、ミシガン大学教授のブライアン・キムバトラーはこの連邦議会の対応について苦言を呈した。

## 参考資料
- 斉藤 章佳 『「小児性愛」という病 ―それは愛ではない』ブックマン社 2019年
- 吉川 ばんび　小児性愛者や引きこもりは「犯罪者予備軍」として差別されるべきなのか　文春オンライン
- 湯川 やよい  非触法ぺドファイル(小児性愛者)の社会学的研究：承認論の臨界を問い直す 科研 2021 年度 実施状況報告書 2023
- キャサリン・バーンズ　「子供に手は出さない」　若い小児性愛者の告白　2017年10月31日　BBC番組「ビクトリア・ダービシャー」